# Aureli Argemí
Aureli Argemí, llamado en realidad Ignasi Argemí Roca (Sabadell, 1936 - 1 de abril de 2024 ) fue un activista y teólogo español, fundador y presidente emérito de la organización nacionalista CIEMEN, desde donde defendió la independencia de los Países Catalanes.

## Biografía
Fue monje en la Abadía de Montserrat entre 1946 y 1964, primero como escolar y después como religioso. Se licenció en dos ramas de la Teología en la Universidad San Anselmo de Roma y en el Instituto Católico de París. Entre 1965 y 1968 fue secretario del abad de Montserrat Aureli Maria Escarré y Jané y lo acompañó cuando las autoridades franquistas lo obligaron a exiliarse. Ambos se establecieron en Viboldone, cerca de Milán, hasta que en 1968 Escarré murió. Desde entonces se estableció en la abadía de Cuixà (Conflent). Allí colaboró en varias iniciativas de la resistencia antifranquista y en 1974 fundó el CIEMEN. En 1981 fue uno de los promotores del Llamamiento a la Solidaridad en Defensa de la Lengua, la Cultura y la Nación Catalanas.
En 1985 dejó la vida monástica. Se dedicó más plenamente a la tarea del CIEMEN desde Barcelona, y el 1988 promovió la creación de la Conferencia de Naciones Sin Estado de Europa Occidental. En 1993 creó la Fundación por los Derechos Colectivos de los Pueblos, de la cual fue presidente. En 1996 fue cofundador de la Coordinadora de Asociaciones por la Lengua catalana (CAL) y fue uno de los promotores y redactores de la Declaración Universal de Derechos Lingüísticos. En 2005 participó en la fundación de la Plataforma por el Derecho de Decidir, de la que fue presidente.
Dirigió la revista Europa de les Nacions y el diario digital Nationalia y también es director del Centro Mercator Dret i Legislació Lingüístics.
Era miembro del Consejo Social de la Lengua Catalana, presidente de la sección catalana de la Agencia Europea de las Lenguas Minorizadas y copresidente de la asociación Diverslinguae.

## Obras
- Chiesa fascista e Stato Cattolico in Spagna (1970)
- Il carcere vaticano (1972)
- Rivoluzione o morte (1974) sobre el Procés de Burgos
- I Paesi Catalani (1979)
- Sobirania o submissió (1993)
- Això és Europa (2002)
- Petita història de l'abat de Montserrat Aureli M. Escarré (2008)